# Freiraumplanung
Freiraumplanung ist der planerische Umgang mit unbebauten, offenen Flächen (Freiflächen) im urbanen Raum. Sie umfasst eine Teilaufgabe von Landschaftsarchitektur. Ihre Leistungen bestehen in der Planung ästhetisch, ökologisch und sozial konsistenter Freiraumstrukturen im impliziten Zusammenhang mit urbanen und suburbanen Strukturen. Sie ist damit ein Teil der Stadtplanung. Ihre gesetzliche Aufgabe wird durch die Ziele der Raumordnung und der Bauleitplanung unter Berücksichtigung des Natur- und Umweltschutzes begründet. Historisch beruht sie auf der städtischen Grünplanung (künstlerischer Städtebau und rationalistische Stadtplanung) und der regionalen Landschaftsentwicklung (Landesverschönerung und Landschaftsplanung). Mitunter wird der Begriff der Freiraumplanung auch synonym zu „Landschaftsarchitektur in der Stadt“ verwendet.

## Aufgaben
Freiraumplanung bemüht sich auf allen für den Siedlungsbereich wichtigen Ebenen der räumlichen Planung, um ein ausgewogenes Verhältnis von Siedlungsfläche und Freiräumen.
Sie dient:
- der Gestaltung von öffentlichen oder privaten Erholungsflächen, wie Parks, Gärten usw.
- dem Schutz der natürlichen Lebensgrundlagen
- der Gestaltung des Orts- und Landschaftsbildes
- den sozialen und kulturellen Bedürfnissen der Menschen

## Anwendung
Bei der Formulierung allgemeiner Leitvorstellungen kann zur Freiraumnutzung auf mehr oder weniger anerkannte Richtwerte, beispielsweise zur Ermittlung des Flächenbedarfs für Kinderspielplätze oder zur Bestimmung einer Zielzahl für Kleingärten, zurückgegriffen werden.
Allerdings hat sich die Formulierung allgemeingültiger Standards in konkreten Planungsfällen oft als unrealistisch herausgestellt, weil sich die Standards für die verschiedenen Funktionen in der Summe nicht auf einer Fläche unterbringen ließen oder sich widersprachen oder nicht finanzierbar waren. Die Öffentlichkeitsbeteiligung in der Freiraumplanung, kann durch eine enge Bindung an die Bauleitplanung intensiviert werden.

## Geschichte
Außenräume, Grün- und Freiflächen hat es seit der Antike in allen europäischen Städten gegeben. Insbesondere private Gärten sind ein durchgängiges Element der Stadtkultur. Darüber hinaus gab es bis in das 18. Jahrhundert hinein mindestens zum Aufenthalt geeignete Straßen, Plätze und Promenaden. Auf Veranlassung des liberal eingestellten Adels, aber auch durch die Initiative von Bürgern (Peter Joseph Lenné 1824) entstanden erste Volksgärten und Volksparks, die allerdings der Idee des englischen Landschaftsparks folgten und vor allem ästhetisches Vergnügen bereiten sollten.
Die zwingende Notwendigkeit der Freiraumplanung wurde in Deutschland erst im Zusammenhang mit der stürmischen Entwicklung der Städte gegen Ende des 19. Jahrhunderts erkannt. Die bäuerliche Landschaft außerhalb der Städte rückte in immer größere Entfernung und konnte nicht mehr ohne Mühe und jederzeit erreicht werden. Der einseitige Nutzungsanspruch  des ästhetischen Vergnügens von Grün- und Freiflächen wurde zunehmend kritisiert. Einflüsse aus den USA spielten eine Rolle. Es entstanden mit einer sozialpolitischen Zielsetzung differenziert nutzbare Grün- und Freiflächen. In die von Wagner, Stadtbaurat von Berlin, geforderte Freiflächenpolitik wurden auch Aspekte der Stadthygiene und der Stadtgliederung einbezogen. Besonders ausgeprägt ist das Anliegen der Freiraumplanung bei der von Howard entwickelten Gartenstadt-Idee zu finden (Stadtstrukturplanung).
Spätestens seit der Charta von Athen ist die Freiraumplanung, als ein wichtiger Bestandteil der Stadtentwicklungsplanung prinzipiell anerkannt. Freiraumplanung hat es schwer sich gegen andere kommunale Politikfelder durchzusetzen, denn die im Rahmen der Freiraumplanung geschaffenen oder gesicherten Grün- und Freiflächen bringen kein Geld ein. Seit der Jahrhundertwende ist Freiraumplanung zunächst vorrangig als ein soziales, der menschlichen Gesundheit und der Stadtgliederung dienendes Anliegen verstanden worden. Nach dem Zweiten Weltkrieg kamen landschaftsstrukturelle Ziele hinzu (Grünzüge) und das Berufsbild wandelte sich zur Landschaftsarchitektur. Heute sind zwei weitere Vertiefungsrichtungen dazugekommen, zum einen das Ziel des Naturschutzes und der Landschaftspflege zum anderen, die kommunikative Bedeutung von Grün- und Freiflächen.